# Raquel Willis
Raquel Willis é uma escritora afro-americana e ativista pelos direitos das pessoas transgênero residente em Oakland, Califórnia. É organizadora nacional do Transgender Law Center nos Estados Unidos.

## Biografia
Willis nasceu e foi criada em Augusta, Georgia. Cresceu em uma família católica que encorajava o trabalho voluntário, a ética da administração e o empenho em ajudar a comunidade.  Seus pais eram ambos professores em uma escola dominical, e ela frequentava a igreja todo final de semana.
Quando criança, Willis estava em muito conflito com seu gênero e sexualidade. Ela sofria bullying na escola e pelas crianças de sua vizinhança. Quando adolescente, ela saiu do armário como gay, e eventualmente encontrou aceitação de seus colegas e família.
Willis frequentou a Universidade da Geórgia, onde ela encontrou mais assédio por sua não conformidade de gênero. Ela realizou que era uma mulher trans, e decidiu realizar a transição.   Ela trabalhou nessa época com outros estudantes para combater a discriminação baseada em identidade de gênero. Willis graduou-se em 2013 como bacharel em jornalismo.

## Ativismo e carreira
Depois de graduar-se na faculdade, Willis se mudou para Atlanta e começou a se envolver com o ativismo com outras pessoas trans e pessoas não-brancas de gênero não conforme. Mais tarde ela mudou-se para Oakland e começou a trabalhar como associadada de comunicação, e então organizadora nacional pelo Transgender Law Center.
Willis foi uma das vozes na Marcha das Mulheres em Washington em 2017 Mais tarde ela declarou que embora estivesse feliz por estar lá, ela sentiu que as mulheres transexuais foram uma "adição posterior ao planejamento inicial", e foi cortada pelos organizadores quando ela tentou dizer isso na demonstração.
Willis tem sido voz ativa em favor das mulheres trans, criticando comentários de Chimamanda Ngozi Adichie que segregavam mulheres transgênero de mulheres cisgênero, e convocando um boicote ao programa de rádio The Breakfast Club depois que o comediante Lil Duval fez piada sobre matar mulheres trans durante uma entrevista.
Willis é responsável por ter desenhado a bandeira transgênero negra, uma variação da bandeira trans com uma faixa preta ao invés de uma faixa branca no meio.
Textos de Willis tem aparecido em publicações como The Huffington Post, BuzzFeed, e Autostraddle. Ela também apresentou The BGD Podcast with Raquel Willis.

## Prêmios e reconhecimento
- 2017 – Essence Woke 100 Women[19]
- 2017 – The Root 100 Most Influential African Americans[1]